# Marquesado de Aulencia
El marquesado de Aulencia es un título nobiliario español creado por el rey Alfonso XIII en favor de César Pérez de Guzmán y Spreca, hijo de los marqueses de Bolaños, mediante real decreto del 31 de marzo de 1907 y despacho expedido el 3 de septiembre del mismo año.
Su denominación hace referencia al río Aulencia, que desemboca junto al castillo de Aulencia en Villanueva de la Cañada, provincia de Madrid.

## Marqueses de Aulencia
|                           | Titular                                                  | Periodo                   |
| Creación por Alfonso XIII | Creación por Alfonso XIII                                | Creación por Alfonso XIII |
| ------------------------- | -------------------------------------------------------- | ------------------------- |
| I                         | César Pérez de Guzmán y Spreca                           | 1907-1919                 |
| II                        | Pedro Pérez de Guzmán y Moreno                           | 1919-1941                 |
| III                       | Victoria Pérez de Guzmán y Moreno                        | 1941-1944                 |
| IV                        | José Álvarez de las Asturias Bohorques y Pérez de Guzmán | 1951-1999                 |
| V                         | Javier Álvarez de las Asturias Bohorques y Llosent       | 1999-hoy                  |

## Historia de los marqueses de Aulencia
- César Pérez de Guzmán y Spreca, I marqués de Aulencia, caballero de la Orden de Santiago y caballero de la Real Maestranza de Zaragoza.[1][3] En 1919 le sucedió:[4]

- Pedro Pérez de Guzmán y Moreno, II marqués de Aulencia.[1][3] En 1941 le sucedió su hermana:[4]

- Victoria Pérez de Guzmán y Moreno (m. Madrid, 27 de junio de 1944), III marquesa de Aulencia.[1][3]

Casó con José Álvarez de las Asturias Bohorques y Goyeneche, X marqués de los Trujillos.  El 8 de junio de 1951 le sucedió su hijo:
- José Álvarez de las Asturias Bohorques y Pérez de Guzmán (n. San Sebastián, 30 de agosto de 1934), IV marqués de Aulencia, XI marqués de los Trujillos.[1][3]

Casó el 11 de octubre de 1962, en Madrid, con Reyes Llosent y Muntadas. El 10 de noviembre de 1999, previa orden del 8 de octubre del mismo año para que se expida la correspondiente carta de sucesión (BOE del 3 de noviembre), le sucedió su hijo:
- Javier Álvarez de las Asturias Bohorques y Llosent (n. 6 de enero de 1969), V marqués de Aulencia.[3]